# Улица Владимира Кулагина (Казань)
Улица Владимира Кулагина (тат. Владимир Кулагин урамы) — улица в Приволжском районе Казани. Названа в честь Владимира Кулагина, директора завода «Теплоконтроль» в 1984–2004 годах.

## География
Большая часть улицы находится в т. н. «южно-промышленном районе». Начинаясь от Авангардной улицы, пересекается с улицами Актайская, проезд Профессора Нужина, Техническая, затем прерывается восточнее железнодорожной линии Казань-Пассажирская — Аэропорт; затем вновь начинается западнее неё пересекается с улицами Каучуковая, 1-я Тракторная и заканчивается пересечением с Магистральной улицей.

## История
Возникла как Фрезерная улица в середине 1950-х годов как одна из улиц в южно-промышленном районе города. Жилое строительство на улице началось чуть позже, в начале 1960-х годов; к этому периоду относятся все жилые дома, имеющие адресацию по улице. Значительная часть квартир в этих домах была распределена между различными промышленными предприятиями Приволжского района (заводы «Теплоконтроль», синтетического каучука, резино-технических изделий, ТЭЦ-1 и другие).
23 ноября 2006 года улице было присвоено современное название.
С момента возникновения входит в состав Приволжского района.

## Объекты
- № 1 — завод «Теплоконтроль».[11] Также в этом здании находился приборостроительный техникум (ранее филиал Ленинградского приборостроительного техникума).[12][13]
- № 2 — школа № 114.
- № 3 — центральное проектное бюро «Теплоконтроль».
- № 5 — бывшее общежитие объединения «Татмашхимснабсбыт».[14]
- № 8 — почтовое отделение 420054.[15]
- № 9 — в этом здании располагалось ПО «Вторчермет».[12]
- № 15 — ООО «Средневолжсксельэлектрострой» (ранее одноимённый трест).[16]

## Транспорт
По участку улицы между улицами Авангардная и Техническая ходит общественный транспорт (автобусы № 23, 25, 43, 56, 77, трамваи № 3, 5, 5а, троллейбусы № 6, 9) и расположены две остановки общественного транспорта: «Вторчермет» и «Кулагина» (бывшая «Фрезерная»). Площадка у пересечения улиц Авангардной и Тульской расположены разворотные кольца (трамвайное и троллейбусное). 
Трамвайное движение по улице было открыто в 1963 году; по ней начал ходить трамвай № 3. Кроме ныне существующих маршрутов, по улице в разное время ходили трамваи № 8 и № 23.
Троллейбусное движение (односторонее) по улице было открыто в 2006 году.

## Известные жители
На улице проживали лидеры ОПГ «Тяп-Ляп», в том числе Завдат Хантимиров (№ 4) и Сергей Антипов; на этой же улице располагался и «штаб» группировки.